# 706 (numero)
Settecentosei (706) è il numero naturale dopo il 705 e prima del 707.

## Proprietà matematiche
- È un numero pari.
- È un numero composto con 4 divisori: 1, 2, 353, 706. Poiché la somma dei suoi divisori (escluso il numero stesso) è 356 < 706 numero difettivo.
- È un numero semiprimo.
- È un numero nontotiente (per cui la equazione φ(x) = n non ha soluzione).
- È un numero di Smith nel sistema numerico decimale.
- È un numero palindromo nel sistema numerico esadecimale (2C2) e nel sistema di numerazione posizionale a base 13 (424).
- È un numero malvagio.
- È parte delle terne pitagoriche (450, 544, 706), (706, 124608, 124610).

## Astronomia
- 706 Hirundo è un asteroide della fascia principale del sistema solare.
- NGC 706 è una galassia spirale della costellazione dei Pesci.

## Astronautica
- Cosmos 706 è un satellite artificiale russo.